# Phoradendron buritacanum
Phoradendron buritacanum är en sandelträdsväxtart som beskrevs av Kuijt. Phoradendron buritacanum ingår i släktet Phoradendron och familjen sandelträdsväxter. Inga underarter finns listade i Catalogue of Life.